# Saint-Berthevin
Saint-Berthevin är en kommun i departementet Mayenne i regionen Pays de la Loire i nordvästra Frankrike. Kommunen ligger i kantonen Saint-Berthevin som tillhör arrondissementet Laval. År 2022 hade Saint-Berthevin 7 384 invånare.

## Befolkningsutveckling
Antalet invånare i kommunen Saint-Berthevin
| Referens: INSEE |